# Cascade (Iowa)
Cascade – miasto w Stanach Zjednoczonych, w stanie Iowa, w hrabstwie Jones County i Dubuque.

## Demografia
W 2006 liczyło 2030 mieszkańców. W 2023 liczba mieszkańców wzrosła do 2385 osób, a gęstość zaludnienia przekroczyła 822 osoby/km².